# Pristimantis pedimontanus
Pristimantis pedimontanus är en groddjursart som först beskrevs av La Marca 2004.  Pristimantis pedimontanus ingår i släktet Pristimantis och familjen Strabomantidae. IUCN kategoriserar arten globalt som otillräckligt studerad. Inga underarter finns listade i Catalogue of Life.